# Institut national des sciences appliquées de Lyon
Het Institut national des sciences appliquées de Lyon (INSA Lyon) is een technische universiteit en onderzoeksinstituut gesticht op 1 maart 1957 in Lyon. Het is een grande école gevestigd op de campus LyonTech - La Doua, een wetenschapscampus gevestigd op een oud militair terrein in Villeurbanne.
De universiteit ontstond uit een drastisch gebrek aan ingenieurs en technici, immers in de jaren 1950 was Frankrijk in volle industriële expansie. De Verenigde Staten leiden op dat moment 29.000 ingenieurs per jaar op, in Frankrijk ging het slechts om 4.500 per jaar.

## Uitbouw van INSA-instellingen
Het Institut national des sciences appliquées van Lyon diende tot voorbeeld voor de uitbouw van ingenieursopleidingen elders in Frankrijk en zo volgden nieuwe sites van INSA, in Toulouse in 1963, in Rennes in 1966. Een INSA-project in Lille mislukt, de INSA van Algiers in aanbouw in El Harrach wordt afgestaan aan de nieuwe Algerijnse Republiek.
Later veranderden verschillende technische scholen hun naam of fuseerden met elkaar om nieuwe INSA's te vormen, omdat de federatieve structuur van INSA's hen in staat stelde om zich, door te diversifiëren, beter aan te passen aan veranderingen in de economie. Het institut national supérieur de chimie industrielle de Rouen (INSCIR) werd in 1985 de INSA van Rouen, de école nationale supérieure des arts et industries de Strasbourg (ENSAIS) werd INSA Strasbourg in 2003, de école nationale d'ingénieurs du Val de Loire (ENIVL), de école nationale supérieure d'ingénieurs de Bourges (ENSIB) en de école nationale supérieure de la nature et du paysage de Blois (ENSNP) werden in 2014 het INSA Centre Val de Loire en de école nationale supérieure d'ingénieurs en informatique, automatique, mécanique, énergétique et électronique (ENSIAME), het institut des sciences et techniques de Valenciennes (ISTV) et de Faculté des sciences et métiers du sport (FSMS) werden INSA Hauts-de-France in 2019. In totaal hebben de INSA-instituten zo'n 15.000 studenten, een derde daarvan studeert te Lyon.
- Bibsys: 90249297
- Bibliothèque nationale de France: cb118645635 (data)
- CiNii: DA00742589
- Gemeinsame Normdatei: 26912-8
- International Standard Name Identifier: 0000 0004 1765 5089
- Library of Congress Control Number: n84224118
- Nationale bibliotheek van Australië: 36061283
- Nationale Bibliotheek van Israël: 987007318864505171
- Réseau des bibliothèques de Suisse occidentale: 02-A005463143
- Système universitaire de documentation: 052444724
- Virtual International Authority File: 140254465

Aalborg ·
Aken ·
Barcelona ·
Belgrado · 
Berlijn · 
Boedapest · 
Boekarest · 
Braunschweig · 
Brno ·
Darmstadt ·
Delft ·
Dresden ·
Dublin ·
Enschede · 
Gdańsk · 
Gent ·
Glasgow · 
Göteborg ·
Graz ·
Grenoble ·
Guildford · 
Haifa ·
Hannover ·
Helsinki ·
Istanboel ·
Karlsruhe ·
Kaunas ·
Lausanne ·
Leuven ·
Lissabon ·
Lissabon NOVA ·
Louvain-la-Neuve ·
Lund · 
Lyon ·
Madrid ·
Milaan ·
Parijs-Saclay ·
Parijs ParisTech ·
Porto ·
Poznań ·
Praag ·
Riga ·
Sheffield · 
Stockholm ·
Stuttgart ·
Tallinn ·
Tomsk ·
Trondheim ·
Turijn ·
Valencia ·
Warschau ·
Wenen ·
Zürich